# Зубастики 4
«Зубастики 4» (англ. Critters 4) — американський фантастичний фільм жахів 1992 року режисера Руперта Гарві. Фільм вийшов одразу на відео.

## Сюжет
2045 рік. На космічний корабель з експедицією землян потрапляє непізнаний літаючий об'єкт. Капітан розкриває його, і звідти з'являються маленькі ненажери, почавши швидко розмножуватися. Космічному мисливцеві Чарлі знову доводиться приступати до справи…

## У ролях
| Актор           | Роль              |
| --------------- | ----------------- |
| Дон Кіт Оппер   | Чарлі МакФадден   |
| Терренс Манн    | радник Тетра / Уг |
| Пол Вайтторн    | Етан              |
| Андерс Хове     | Рік               |
| Анджела Бассетт | Фран              |
| Бред Дуріф      | Аль Берт          |
| Ерік ДаРе       | Берні             |
| Мартін Бесвік   | Ангела            |
| Енн Ремсі       | доктор Маккормік  |